# City-Hochhaus
City-Hochhaus (Сити-хоххаус = рус. Высотный дом в Сити), реже Panorama-Tower — высотное офисное здание в центре немецкого города Лейпциг в федеральной земле Саксония; самое высокое сооружение города. Возведённое для нужд университета, оно до сих пор в разговорной речи часто именуется нем. Uniriese (университетская высотка), либо иронично-насмешливо нем. Weisheitszahn (зуб мудрости).
City-Hochaus был построен в 1968—1972 годы по проекту берлинского архитектора Германа Хензельманна (нем. Hermann Henselmann, 1905—1995) в ходе создания нового университетского кампуса на площади Карла Маркса (современная Аугустусплац), и должен был зримо продемонстрировать «успехи социалистического строительства», став на короткое время самым высоким зданием Германии (вплоть до 1973 года, когда был закончен нем. Colonia-Haus в Кёльне).
Закладка университетского небоскреба, имеющего в разрезе форму латинской буквы Y и по мысли архитектора напоминающего реющее на ветру полотнище флага (в трактовке жителей города — раскрытую книгу), состоялась 4 октября 1968 года. Его основанием служит 1,8 метровая бетонная плита и два массивных подземных этажа, на которых методом «скользящей опалубки» в течение всего лишь 49 дней было возведено несущее ядро здания. Характерное динамично—устремлённое вверх навершие на восточном углу здания выполнено из стальных конструкций и имеет высоту 142,5 метра. Боковые стороны небоскрёба имеют вогнутую форму и придают ему тем самым — несмотря на размеры постройки — известную лёгкость и элегантность.
Поскольку при строительстве предпочтение было отдано, прежде всего, эстетическому воздействию здания, в ущерб его возможной полезной площади, в 2000 году университетская высотка была признана памятником архитектуры.
После объединения Германии Лейпцигский университет принял решение о продаже «своего» небоскрёба, опасаясь неподъёмных расходов (до 300 млн марок) на его санацию и приспособление к современным условиям. Освободив здание в конце 1998 года, университет тем самым открыл путь для его перестройки в офисный комплекс по проекту дрезденского архитектора Петера Кулки (нем. Peter Kulka, род. 1937), которая продлилась до 2002 года. Фасад был заново облицован гранитом (взамен эмалированных алюминиевых панелей) и получил новые изолирующие стеклопакеты. Кроме того, к зданию был пристроен так называемый нем. MDR-Kubus, где разместились репетиционные и звукозаписывающие помещения хора и симфонического оркестра Среднегерманской телерадиовещательной компании MDR; посредством надземного перехода MDR-Kubus соединён с расположенным по соседству Гевандхаусом. В это же время высотное здание получило своё современное наименование нем. City-Hochhaus.
В марте 2007 года земельное правительство Саксонии продало City-Hochhaus американскому инвестиционному банку Merrill Lynch, представленному фирмой CRE Resolutions GmbH.
В настоящее время к основным арендаторам здания относятся, среди прочего, городская маркетинговая компания Leipziger Tourismus und Marketing GmbH, телерадиовещательная Mitteldeutscher Rundfunk (MDR), Европейская энергетическая биржа European Energy Exchange (EEX) и панорамный ресторан Panorama-Tower — Plate of Art (благодаря ресторану здание иногда называют также Panorama-Tower) на 29 этаже. Двумя этажами выше, на высоте около 120 метров, расположены (платная: 4€) обзорная площадка и бар.